# Trichogramma kaykai
Trichogramma kaykai is een vliesvleugelig insect uit de familie Trichogrammatidae. De wetenschappelijke naam is voor het eerst geldig gepubliceerd in 1997 door Pinto & Stouthamer.